# Catocala coccinata

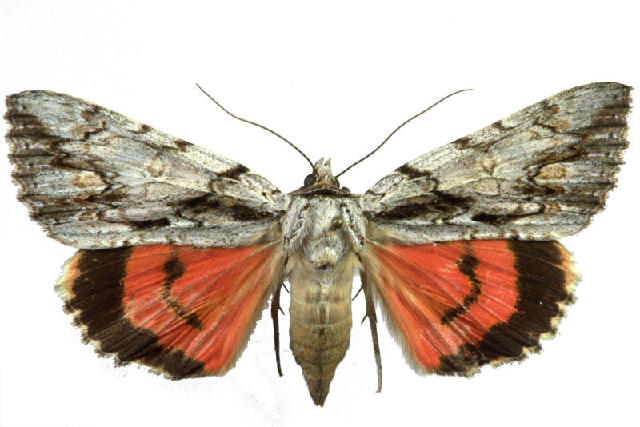
Catocala coccinata sinuosa

Catocala coccinata ist ein in Nordamerika vorkommender Schmetterling (Nachtfalter) aus der Familie der Eulenfalter (Noctuidae).

## Merkmale

### Falter
Die Falter erreichen eine Flügelspannweite von 57 bis 70 Millimetern. Die Grundfarbe der Vorderflügeloberseite zeigt verschiedene graue bis bräunliche Tönungen. Auffällig ist die breite schwarzbraune Wurzelstrieme. Makel sind undeutlich. Deutlich hebt sich hingegen die schwarze äußere Querlinie ab, die ein sehr ausgeprägtes W-Zeichen zeigt, das oftmals dunkelbraun gefüllt ist. Die Hinterflügeloberseite ist kräftig rot und zeigt ein breites schwarzes Saumband sowie ein ebenfalls schwarzes, schwach gewelltes Mittelband. Die Fransen sind weiß.

### Ähnliche Arten
Die Falter von Catocala amatrix unterscheiden sich mit einer Flügelspannweite von 75 bis 95 Millimetern in erster Linie durch die Größe.

## Verbreitung und Lebensraum
Catocala coccinata kommt in den östlichen und einigen zentralen Regionen Nordamerikas verbreitet bis lokal vor. In Florida ist sie durch die Unterart Catocala coccinata sinuosa vertreten, bei der das schwarze Mittelband auf der Hinterflügeloberseite sehr dünn ausgestaltet ist. Die Art besiedelt Eichenwälder. 

## Lebensweise
Die nachtaktiven, univoltinen Falter sind zwischen Mai und September, schwerpunktmäßig im Juli anzutreffen. Sie besuchen künstliche Lichtquellen und Köder. Tagsüber ruhen sie gerne mit über dem Hinterleib zusammengeklappten Flügeln an Baumstämmen. Die Raupen ernähren sich von den Blättern verschiedener Eichenarten (Quercus), dazu zählen: Zweifarbige Eiche (Quercus bicolor),  Scharlach-Eiche (Quercus coccinea), Busch-Eiche (Quercus ilicifolia), Großfrüchtige Eiche (Quercus macrocarpa), Roteiche (Quercus rubra) und Quercus stellata.